# Mistrzostwa Europy w Piłce Nożnej 1996
Mistrzostwa Europy w Piłce Nożnej 1996 odbyły się w Anglii. Trwały od 8 do 30 czerwca 1996 roku. Po raz pierwszy w historii wystąpiło w nich szesnaście drużyn. Piętnaście prawo do startu uzyskało poprzez eliminacje, a gospodarze – Anglicy awans mieli zapewniony. Triumfatorem Mistrzostw Europy w 1996 roku została drużyna Niemiec.

## Hasło mistrzostw
Futbol wraca do domu (ang. Football Comes Home)

## Stadiony
- Anfield Road, Liverpool – 41 000 miejsc
- Hillsborough Stadium, Sheffield – 40 000 miejsc
- City Ground, Nottingham – 30 500 miejsc
- Elland Road, Leeds – 39 000 miejsc
- Wembley, Londyn – 76 000 miejsc
- Villa Park, Birmingham – 39 000 miejsc
- St James’ Park, Newcastle – 35 000 miejsc
- Old Trafford, Manchester – 51 000 miejsc

## Sędziowie
| - Gerd Grabher - Guy Goethals - Wadim Żuk - Atanas Uzunow - Václav Krondl - Peter Mikkelsen - Kim Milton Nielsen - David Elleray |  | - Dermot Gallagher - Marc Batta - Bernd Heynemann - Hellmut Krug - Sándor Puhl - Piero Ceccarini - Pierluigi Pairetto - Mario van der Ende |  | - Nikołaj Łewnikow - Leslie Mottram - Antonio López Nieto - Manuel Díaz Vega - Anders Frisk - Leif Sundell - Serge Muhmenthaler - Ahmet Çakar |

## Faza grupowa
Legenda do tabelek:
- Pkt – liczba punktów
- M – liczba meczów
- W – wygrane
- R – remisy
- P – porażki
- Br+ – bramki zdobyte
- Br− – bramki stracone
- +/− – różnica bramek

Dwie pierwsze drużyny z każdej grupy awansowały do dalszych gier.
Czas: WEST (UTC+1)

### Grupa A
| Zespół     | Pkt | M | W | R | P | Br+ | Br− | +/− |
| ---------- | --- | - | - | - | - | --- | --- | --- |
| Anglia     | 7   | 3 | 2 | 1 | 0 | 7   | 2   | 5   |
| Holandia   | 4   | 3 | 1 | 1 | 1 | 3   | 4   | −1  |
| Szkocja    | 4   | 3 | 1 | 1 | 1 | 1   | 2   | −1  |
| Szwajcaria | 1   | 3 | 0 | 1 | 2 | 1   | 4   | −3  |

| 8 czerwca 1996 15:00 CEST | Anglia · Shearer 24' | 1-11-0 | Szwajcaria · Türkyılmaz 83' k. | Wembley Stadium, Londyn Sędzia: Manuel Diaz Vega |
|                           |                      |        |                                |                                                  |

| 10 czerwca 1996 16:30 | Holandia | 0-0 | Szkocja | Villa Park, Birmingham Sędzia: Leif Sundell |
|                       |          |     |         |                                             |

| 13 czerwca 1996 19:30 CEST | Szwajcaria | 0-20-0 | Holandia · Jordi Cruyff 66' Bergkamp 79' | Villa Park, Birmingham Sędzia: Atanas Uzunow |
|                            |            |        |                                          |                                              |

| 15 czerwca 1996 15:00 CEST | Szkocja | 0-20-0 | Anglia · Shearer 66' Gascoigne 79' | Wembley Stadium, Londyn Sędzia: Pierluigi Pairetto |
|                            |         |        |                                    |                                                    |

| 18 czerwca 1996 19:30 CEST | Szkocja · Ally McCoist 36' | 1-0 | Szwajcaria | Villa Park, Birmingham Sędzia: Vaclav Krodl |
|                            |                            |     |            |                                             |

| 18 czerwca 1996 19:30 CEST | Holandia · Patrick Kluivert 78' | 1-40-1 | Anglia · Shearer 23' k. 57' Sheringham 51' 62' | Wembley Stadium, Londyn Sędzia: Gerd Grabher |
|                            |                                 |        |                                                |                                              |

### Grupa B
| Zespół    | Pkt | M | W | R | P | Br+ | Br− | +/− |
| --------- | --- | - | - | - | - | --- | --- | --- |
| Francja   | 7   | 3 | 2 | 1 | 0 | 5   | 2   | 3   |
| Hiszpania | 5   | 3 | 1 | 2 | 0 | 4   | 3   | 1   |
| Bułgaria  | 4   | 3 | 1 | 1 | 1 | 3   | 4   | −1  |
| Rumunia   | 0   | 3 | 0 | 0 | 3 | 1   | 4   | −3  |

9 czerwca, godz. 14:30
| Hiszpania   | 1:1 | Bułgaria         | Elland Road, Leeds sędzia: Piero Ceccarini (Włochy) |
| Alfonso 74' |     | Stoiczkow 65' k. | Elland Road, Leeds sędzia: Piero Ceccarini (Włochy) |

10 czerwca, godz. 19:30
| Rumunia | 0:1 | Francja     | St James’ Park, Newcastle upon Tyne sędzia: Hellmut Krug (Niemcy) |
|         |     | Dugarry 25' | St James’ Park, Newcastle upon Tyne sędzia: Hellmut Krug (Niemcy) |

13 czerwca, godz. 16:30
| Bułgaria     | 1:0 | Rumunia | St James’ Park, Newcastle upon Tyne sędzia: Peter Mikkelsen (Dania) |
| Stoiczkow 3' |     |         | St James’ Park, Newcastle upon Tyne sędzia: Peter Mikkelsen (Dania) |

15 czerwca, godz. 18:00
| Francja       | 1:1 | Hiszpania    | Elland Road, Leeds sędzia: Vadim Zhuk (Białoruś) |
| Djorkaeff 49' |     | Caminero 86' | Elland Road, Leeds sędzia: Vadim Zhuk (Białoruś) |

18 czerwca, godz. 16:30
| Francja                           | 3:1 | Bułgaria      | St James’ Park, Newcastle upon Tyne sędzia: Dermot Gallagher (Anglia) |
| Blanc 21' Penew 63' sam. Loko 90' |     | Stoiczkow 69' | St James’ Park, Newcastle upon Tyne sędzia: Dermot Gallagher (Anglia) |

18 czerwca, godz. 16:30
| Rumunia       | 1:2 | Hiszpania    | Elland Road, Leeds sędzia: Ahmet Çakar (Turcja) |
| Răducioiu 29' |     | Manjarín 11' | Elland Road, Leeds sędzia: Ahmet Çakar (Turcja) |
|               |     | Amor 84      |                                                 |

### Grupa C
| Zespół | Pkt | M | W | R | P | Br+ | Br− | +/− |
| ------ | --- | - | - | - | - | --- | --- | --- |
| Niemcy | 7   | 3 | 2 | 1 | 0 | 5   | 0   | 5   |
| Czechy | 4   | 3 | 1 | 1 | 1 | 5   | 6   | −1  |
| Włochy | 4   | 3 | 1 | 1 | 1 | 3   | 3   | 0   |
| Rosja  | 1   | 3 | 0 | 1 | 2 | 4   | 8   | −4  |

9 czerwca, godz. 17:00
| Niemcy               | 2:0 | Czechy | Old Trafford, Manchester sędzia: David Elleray (Anglia) |
| Ziege 26' Möller 32' |     |        | Old Trafford, Manchester sędzia: David Elleray (Anglia) |
|                      |     |        |                                                         |

11 czerwca, godz. 16:30
| Włochy            | 2:1 | Rosja        | Anfield Road, Liverpool sędzia: Leslie Mottram (Szkocja) |
| Casiraghi 5', 52' |     | Cymbalar 21' | Anfield Road, Liverpool sędzia: Leslie Mottram (Szkocja) |

14 czerwca, godz. 19:30
| Czechy              | 2:1 | Włochy     | Anfield Road, Liverpool sędzia: Antonio López Nieto (Hiszpania) |
| Nedvěd 4' Bejbl 35' |     | Chiesa 18' | Anfield Road, Liverpool sędzia: Antonio López Nieto (Hiszpania) |

16 czerwca, godz. 15:00
| Rosja | 0:3 | Niemcy             | Old Trafford, Manchester sędzia: Kim Milton Nielsen (Dania) |
|       |     | Sammer 56'         | Old Trafford, Manchester sędzia: Kim Milton Nielsen (Dania) |
|       |     | Klinsmann 77', 90' |                                                             |

19 czerwca, godz. 19:30
| Rosja                                       | 3:3 | Czechy                            | Anfield Road, Liverpool sędzia: Anders Frisk (Szwecja) |
| Mostowoj 49' Tetradze 54' Biesczastnych 85' |     | Suchopárek 5' Kuka 19' Šmicer 88' | Anfield Road, Liverpool sędzia: Anders Frisk (Szwecja) |

19 czerwca, godz. 19:30
| Włochy | 0:0 | Niemcy | Old Trafford, Manchester sędzia: Guy Goethals (Belgia) |

### Grupa D
| Zespół     | Pkt | M | W | R | P | Br+ | Br− | +/− |
| ---------- | --- | - | - | - | - | --- | --- | --- |
| Portugalia | 7   | 3 | 2 | 1 | 0 | 5   | 1   | 4   |
| Chorwacja  | 6   | 3 | 2 | 0 | 1 | 4   | 3   | 1   |
| Dania      | 4   | 3 | 1 | 1 | 1 | 4   | 4   | 0   |
| Turcja     | 0   | 3 | 0 | 0 | 3 | 0   | 5   | −5  |

9 czerwca, godz. 19:30
| Dania          | 1:1 | Portugalia   | Hillsborough Stadium, Sheffield sędzia: Mario van der Ende (Holandia) |
| B. Laudrup 22' |     | Sá Pinto 53' | Hillsborough Stadium, Sheffield sędzia: Mario van der Ende (Holandia) |

11 czerwca, godz. 19:30
| Turcja | 0:1 | Chorwacja   | City Ground, Nottingham sędzia: Serge Muhmenthaler (Szwajcaria) |
|        |     | Vlaović 86' | City Ground, Nottingham sędzia: Serge Muhmenthaler (Szwajcaria) |

14 czerwca, godz. 16:30
| Portugalia | 1:0 | Turcja | City Ground, Nottingham sędzia: Sándor Puhl (Węgry) |
| Couto 66'  |     |        | City Ground, Nottingham sędzia: Sándor Puhl (Węgry) |

16 czerwca, godz. 18:00
| Chorwacja                   | 3:0 | Dania | Hillsborough Stadium, Sheffield sędzia: Marc Batta (Francja) |
| Šuker 53' k., 90' Boban 81' |     |       | Hillsborough Stadium, Sheffield sędzia: Marc Batta (Francja) |

19 czerwca, godz. 16:30
| Chorwacja | 0:3 | Portugalia   | City Ground, Nottingham sędzia: Bernd Heynemann (Niemcy) |
|           |     | Figo 4'      | City Ground, Nottingham sędzia: Bernd Heynemann (Niemcy) |
|           |     | Pinto 33'    |                                                          |
|           |     | Domingos 82' |                                                          |

19 czerwca, godz. 16:30
| Turcja | 0:3 | Dania               | Hillsborough Stadium, Sheffield sędzia: Nikolai Levnikov (Rosja) |
|        |     | B. Laudrup 50', 84' | Hillsborough Stadium, Sheffield sędzia: Nikolai Levnikov (Rosja) |
|        |     | Nielsen 69'         |                                                                  |

## Faza pucharowa
|  |                              |              |                              |                          |       |           |                          |           |  |  |       |       |       |
|  | Ćwierćfinały                 | Ćwierćfinały | Ćwierćfinały                 |                          |       | Półfinały | Półfinały                | Półfinały |  |  | Finał | Finał | Finał |
|  | Ćwierćfinały                 | Ćwierćfinały | Ćwierćfinały                 |                          |       | Półfinały | Półfinały                | Półfinały |  |  | Finał | Finał | Finał |
|  | 22 czerwca 1996 – Londyn     |              |                              |                          |       |           |                          |           |  |  |       |       |       |
|  |                              |              |                              |                          |       |           |                          |           |  |  |       |       |       |
|  | 1A                           | Anglia       | 0 (4)                        |                          |       |           |                          |           |  |  |       |       |       |
|  | 1A                           | Anglia       | 0 (4)                        | 26 czerwca 1996 – Londyn |       |           |                          |           |  |  |       |       |       |
|  | 2B                           | Hiszpania    | 0 (2)                        |                          |       |           |                          |           |  |  |       |       |       |
|  | 2B                           | Hiszpania    | 0 (2)                        |                          |       | Anglia    | Anglia                   | 1 (5)     |  |  |       |       |       |
|  | 23 czerwca 1996 – Manchester |              |                              |                          |       | Anglia    | Anglia                   | 1 (5)     |  |  |       |       |       |
|  |                              |              | Niemcy                       | Niemcy                   | 1 (6) |           |                          |           |  |  |       |       |       |
|  | 1C                           | Niemcy       | Niemcy                       | Niemcy                   | 1 (6) | 2         |                          |           |  |  |       |       |       |
|  | 1C                           | Niemcy       |                              |                          |       | 2         | 30 czerwca 1996 – Londyn |           |  |  |       |       |       |
|  | 2D                           | Chorwacja    | 1                            |                          |       |           |                          |           |  |  |       |       |       |
|  | 2D                           | Chorwacja    | 1                            |                          |       | Niemcy    | Niemcy                   | 2         |  |  |       |       |       |
|  | 22 czerwca 1996 – Liverpool  |              |                              |                          |       | Niemcy    | Niemcy                   | 2         |  |  |       |       |       |
|  |                              |              | Czechy                       | Czechy                   | 1     |           |                          |           |  |  |       |       |       |
|  | 2A                           | Holandia     | Czechy                       | Czechy                   | 1     | 0 (4)     |                          |           |  |  |       |       |       |
|  | 2A                           | Holandia     | 26 czerwca 1996 – Manchester |                          |       | 0 (4)     |                          |           |  |  |       |       |       |
|  | 1B                           | Francja      | 0 (5)                        |                          |       |           |                          |           |  |  |       |       |       |
|  | 1B                           | Francja      | 0 (5)                        |                          |       | Francja   | Francja                  | 0 (5)     |  |  |       |       |       |
|  | 23 czerwca 1996 – Birmingham |              |                              |                          |       | Francja   | Francja                  | 0 (5)     |  |  |       |       |       |
|  |                              |              | Czechy                       | Czechy                   | 0 (6) |           |                          |           |  |  |       |       |       |
|  | 2C                           | Czechy       | Czechy                       | Czechy                   | 0 (6) | 1         |                          |           |  |  |       |       |       |
|  | 2C                           | Czechy       |                              |                          |       |           |                          |           |  |  |       |       |       |
|  | 1D                           | Portugalia   | 0                            |                          |       |           |                          |           |  |  |       |       |       |
|  | 1D                           | Portugalia   | 0                            |                          |       |           |                          |           |  |  |       |       |       |

UWAGA: W nawiasach podane są wyniki po rzutach karnych

### Ćwierćfinały
22 czerwca, godz. 15:00
| Anglia                         | 0:0 (4:2 k.) rzuty karne: | Hiszpania                | Wembley, Londyn sędzia: Marc Batta (Francja) |
| Shearer Platt Pearce Gascoigne |                           | Hierro Amor Belsúe Nadal | Wembley, Londyn sędzia: Marc Batta (Francja) |

22 czerwca, godz. 18:30
| Holandia                               | 0:0 (4:5 k.) rzuty karne: | Francja                                | Anfield Road, Liverpool sędzia: Antonio López Nieto (Hiszpania) |
| de Kock de Boer Kluivert Seedorf Blind |                           | Zidane Djorkaeff Lizarazu Guérin Blanc | Anfield Road, Liverpool sędzia: Antonio López Nieto (Hiszpania) |

23 czerwca, godz. 15:00
| Niemcy                      | 2:1 | Chorwacja | Old Trafford, Manchester sędzia: Leif Sundell (Szwecja) |
| Klinsmann 20' k. Sammer 59' |     | Šuker 51' | Old Trafford, Manchester sędzia: Leif Sundell (Szwecja) |

23 czerwca, godz. 18:30
| Czechy       | 1:0 | Portugalia | Villa Park, Birmingham sędzia: Hellmut Krug (Niemcy) |
| Poborský 53' |     |            | Villa Park, Birmingham sędzia: Hellmut Krug (Niemcy) |

### Półfinały
26 czerwca, godz. 16:00
| Francja                                       | 0:0 (5:6 k.) rzuty karne: | Czechy                                   | Old Trafford, Manchester sędzia: Leslie Mottram (Szkocja) |
| Zidane Djorkaeff Lizarazu Guérin Blanc Pedros |                           | Kubík Nedvěd Berger Poborský Rada Kadlec | Old Trafford, Manchester sędzia: Leslie Mottram (Szkocja) |

26 czerwca, godz. 19:30
| Anglia                                                                      | 1:1 (5:6 k.) | Niemcy                                                         | Wembley, Londyn sędzia: Sándor Puhl (Węgry) |
| Shearer 3' rzuty karne: Shearer Platt Pearce Gascoigne Sheringham Southgate |              | Kuntz 16' rzuty karne: Häßler Strunz Reuter Ziege Kuntz Möller | Wembley, Londyn sędzia: Sándor Puhl (Węgry) |

### Finał
| 30 czerwca 1996 19:00 CEST | Niemcy · Bierhoff 73' 95' | 2:1 a. e. t.(0:0) | Czechy · 59' (k.) Berger | Wembley, Londyn · Widzów: 73611 · Sędzia: Pierluigi Pairetto ( Włochy) |
|                            |                           |                   |                          |                                                                        |

## Najlepsi strzelcy
5 goli
- Alan Shearer

3 gole
- Christo Stoiczkow
- Jürgen Klinsmann
- Davor Šuker
- Brian Laudrup

2 gole
- Oliver Bierhoff
- Matthias Sammer
- Teddy Sheringham
- Pierluigi Casiraghi

1 gol
- Guillermo Amor

- Radek Bejbl
- Patrik Berger
- Dennis Bergkamp
- Władimir Biesczastnych
- Laurent Blanc
- Zvonimir Boban
- José Caminero
- Enrico Chiesa
- Fernando Couto
- Jordi Cruijff
- Ilja Cymbałar
- Youri Djorkaeff
- Domingos
- Christophe Dugarry
- Luís Figo
- Paul Gascoigne
- Patrick Kluivert
- Pavel Kuka
- Stefan Kuntz
- Patrice Loko
- Javier Manjarín
- Ally McCoist
- Andreas Möller
- Aleksandr Mostowoj
- Pavel Nedvěd
- Allan Nielsen
- Alfonso Pérez
- Ricardo Sá Pinto
- João Pinto
- Karel Poborský
- Florin Răducioiu
- Vladimír Šmicer
- Jan Suchopárek
- Omari Tetradze
- Kubilay Türkyılmaz
- Goran Vlaović
- Christian Ziege

## Samobójcze
1 gol
- Ljubosław Penew

## Najlepsi zawodnicy turnieju
Bramkarze
- Andreas Köpke
- David Seaman

Obrońcy
- Colin Hendry
- Fernando Couto
- Dieter Eilts
- Paolo Maldini
- Matthias Sammer

Pomocnicy
- Youri Djorkaeff
- Paul Gascoigne
- Karel Poborský
- Steve McManaman
- José Caminero
- Rui Costa

Napastnicy
- Jürgen Klinsmann
- Brian Laudrup
- Alan Shearer
- Davor Šuker